# Strongylognathus kervillei
Strongylognathus kervillei é uma espécie de insecto da família Formicidae.
É endémica de Turquia.